# Phyllophaga isabellae
Phyllophaga isabellae är en skalbaggsart som beskrevs av Miguel-Angel Morón och Luis Eugenio Rivera-Cervantes 2001. Phyllophaga isabellae ingår i släktet Phyllophaga och familjen Melolonthidae. Inga underarter finns listade i Catalogue of Life.